# ФК Рудар Станари
ФК Рудар Станари је фудбалски клуб из Станара, Република Српска, Босна и Херцеговина. Клуб је основан 1957. године и тренутно се такмичи у Подручној лиги Добој, петом такмичарском нивоу фудбала у БиХ.

## Историја
Фудбалски клуб Рудар из Станара основан је 1957. године. Главни иницијатор оснивања клуба била је Мјесна заједница и Рудник лигнита Станари.
Један од највећих успјеха, Рудар је остварио у првенству Републике Српске. У сезони 1996/97. године био је првак Регионалне лиге ПОР Добој, група „А“ и пласирао се у Другу лигу Републике Српске, група Бања Лука, гдје је освојио пето мјесто у сезони 1997/98. Наредне сезоне, Рудар је реорганизацијом и смањењем Других лига са четири на три групе, пребачен у групу Центар. У тој групи играо је двије године и остварио запажене резултате, у сезони 1998/99. освојио девето, а 1999/00. пето мјесто. У Другој лиги екипу Рудара чинили су: Недељко Нунић, Жељко Бајић, Слободан Прешић, Малиша Демоњић, Владимир Шувак, Ненад Пејкић, Синиша Демоњић, Драган Нинковић, Зоран Милетић, Анђелко Тадић, Станко Тодоровић, Ђорђо Пантић, Драгутин Пантић, Жељко Трњанац, Миливоје Видовић, Даворин Марић, Славиша Бијелић…
Од сезоне 2000/01. године, Рудар је новом реорганизацијом Других лига, постао члан Друге лиге, група Запад, гдје је остварио и свој највећи клупски успјех. На крају те сезоне освојио је треће мјесто, када су испред Рудар били само првак Омладинац из Бање Луке и Слога из Добоја. Нажалост, наредне сезоне, Рудар је неочекивано заузео последње шеснаесто мјесто и тако се опростио од играња међу друголигашима, гдје се више није успио вратити.
Посљедњих неколико сезона, Рудар се такмичио у најнижој лиги, а сезону 2009/10. године завршио је на осмом мјесту у Четвртој лиги ПОР Добој група „Запад“. Играчки кадар су те сезоне чинили: Предраг Панић, Жељко Марковић, Дарко Ковачевић, Дејан Керић, Небојша Смиљанић, Срђан Квржић, Рајко Радић, Јанко Кокић, Драган Бојиновић, Ненад Симић, Жарко Стокић, Далибор Васић...
Једно од најзвучнијих имена, легенда клуба био је Миле Јеринић „Милер“, који је оставио дубок траг у дресу Рудара, а поред њега ту спада и Војин Видовић, који је касније наступао за Слогу из Добоја, Никола Микелини, Жељко Радовановић и Жељко Богдан. Из млађих дана свакако треба поменути и Анђелка Тадић, који је касније наступао за Жељезничар из Добоја, а данас је тренер Рудара, као и браћа Горан и Зоран Квржић, који су поникли у Рудару. Горан је наступао и за Текстилац (Дервента), Жељезничар (Добој), Ловћен (Цетиње) и Подриње (Јања), док је млађи Зоран тренутно члан НК Осијек (Осијек).